# Lophotosoma ustanalis
Lophotosoma ustanalis är en fjärilsart som beskrevs av W. Warren 1904. Lophotosoma ustanalis ingår i släktet Lophotosoma och familjen Uraniidae. Inga underarter finns listade i Catalogue of Life.